# Марті Райзман
Мартін «Марті» Райзман (1 лютого 1930 — 7 грудня 2012) — американський чемпіон з настільного тенісу та письменник. Він був чемпіоном США в одиночному розряді серед чоловіків 1958 та 1960 років, а також чемпіоном США з хардбату 1997 року.

## Раннє життя
Райзман народився 1 лютого 1930 року на Мангеттені, штат Нью-Йорк, у батьків євреїв-ашкеназі.

## Кар'єра в настільному тенісі
Райзман почав грати в настільний теніс у віці 12 років у Нижньому Іст-Сайді на Мангеттені, а згодом став гравцем-шахраєм у Нью-Йорку 1940-х років, граючи на гроші та призи, зокрема в клубі настільного тенісу Лоуренса Бродвей на 54-й вулиці. Комік Джонатан Кац згадував, що познайомився з Райзманом і грав проти нього, коли був юнаком, і що Райзман був неймовірним спортсменом, а одного разу навіть переміг його плоским кінцем шахової фігури.
Він виграв п'ять бронзових медалей на чемпіонаті світу з настільного тенісу, починаючи з бронзи в командних змаганнях серед чоловіків на чемпіонаті світу 1948 року. Наступного року, на чемпіонаті світу 1949 року, він виборов ще три медалі: в одиночному розряді серед чоловіків, у чоловічій командній першості та в змішаній парі з Пеггі Маклін. Його п'ята медаль була здобута у 1952 році в парному розряді серед чоловіків разом із Дугласом Картлендом на чемпіонаті світу 1952 року.
Він разом із Картлендом виконував комічний номер з настільного тенісу як вступний акт перед виступами Harlem Globetrotters. Райзман здобув 22 великі титули з настільного тенісу з 1946 по 2002 рік, включно з двома перемогами на Відкритому чемпіонаті США та однією — на Відкритому чемпіонаті Великої Британії.
У пізніші роки життя Райзман залишався однією з найпомітніших фігур і відомих особистостей у світі настільного тенісу. У 1997 році він став найстаршим гравцем, який переміг у відкритому національному змаганні з ракеткового виду спорту, здобувши титул чемпіона США з настільного тенісу в категорії гардбат у віці 67 років. На момент своєї смерті в грудні 2012 року він був президентом організації Table Tennis Nation.

## Фільм
Марті Найкращий — це майбутній фільм, натхненний Марті Райзманом. Режисером став Джош Сефді, а головну роль виконав Тімоті Шаламе.